# Daniel Ochefu
Daniel Ochefu (ur. 15 grudnia 1993 w Baltimore) – amerykański koszykarz, występujący na pozycji silnego skrzydłowego, posiadający także nigeryjskie obywatelstwo, obecnie zawodnik Cyberdyne Ibaraki Robots.
9 października 2017 został zwolniony przez Washington Wizards.
31 lipca 2019 został zawodnikiem japońskiego Cyberdyne Ibaraki Robots, występującego w II lidze japońskiej (B2 League).

## Osiągnięcia
Stan na 31 lipca 2019, na podstawie, o ile nie zaznaczono inaczej.
NCAA
- Mistrz:
  - NCAA (2016)
  - sezonu regularnego konferencji Big East (2014, 2015, 2016)
  - turnieju konferencji Big East (2015)
- Uczestnik rozgrywek turnieju NCAA (2013–2016)
- laureat nagrody dla zawodnika, który poczynił największy postęp w konferencji Big East (2014)
- Zaliczony do składu All-Big East Honorable Mention (2015, 2016)
- Lider Big East w skuteczności rzutów za 2 punkty (2015)[5]

Reprezentacja
- Wicemistrz Afryki (2017)